# Elisabeth Backteman
Elisabeth Backteman, född 1966, är en svensk tjänsteman. Hon har varit statssekreterare sedan 2014, till en början på Näringsdepartementet hos landsbygdsminister Sven-Erik Bucht och från 2019 hos inrikesminister Mikael Damberg på Justitiedepartementet.
Sedan 2022 är hon generaldirektör för Tillväxtverket.

## Utbildning
Backteman har en fil. kand. i statsvetenskap, ekonomisk historia och nationalekonomi från Stockholms universitet.

## Arbetsliv
Backteman var politiskt sakkunnig hos statsminister Göran Persson 2002–2005. Hon var verksamhetschef och ekonomichef på Migrationsverket 2009–2014 och därefter statssekreterare hos landsbygdsminster Sven-Erik Bucht 2014–2019. Backteman höll i maj 2015 ett anförande inför FN:s skogsforum.
Från 2019 och fram till 2021 var hon inrikesminister Mikael Dambergs statssekreterare och ansvarade för "Allmän ordning och säkerhet, dammsäkerhet, internationellt rättsligt samarbete, polisen, Regeringskansliets krishantering, samhällets krisberedskap och skydd mot olyckor samt åklagarväsendet". I egenskap av inrikesministerns statssekreterare ledde Backteman Gruppen för strategisk samordning (som i sig ledde och samordnade hanteringen av Coronavirusutbrottet 2020–2021 i Sverige) och Krishanteringsrådet samt var ansvarig för regeringskansliets kriskansli.

## Övrigt
Sedan 2014 är Backteman ordförande i Svenska FAO-kommittén.
Elisabeth Backteman är sedan 1989 gift med Thomas Backteman, tidigare kommunikationsdirektör på Postnord och kommunikationschef på Swedbank. 